# Sinfonia n. 12 (Haydn)
La Sinfonia n. 12 in Mi maggiore, Hoboke I/12, di Joseph Haydn fu composta nel 1763.
È stata composta per un'orchestra di 2 oboi, un fagotto, 2 corni, archi e basso continuo. La sinfonia è omotonale ed in tre movimenti:
1. Allegro, 2/2
2. Adagio, 6/8 in Mi minore
3. Presto, 2/4

Il secondo movimento è in "siciliano", simile al movimento pastorale della Sinfonia n. 27 e della B.